# Parafia Najświętszego Serca Pana Jezusa w Olsztynku
Parafia Najświętszego Serca Pana Jezusa w Olsztynku – rzymskokatolicka parafia w Olsztynku, należącym do archidiecezji warmińskiej i dekanatu Olsztynek. Została utworzona w 1895. Kościół parafialny jest budowlą neogotycką wybudowaną w latach 1876–1888. Mieści się przy ulicy Chopina.